# پل شاپوری کاکارضا
پل شاپوری کاکارضا (به لکی: پیل کاکه‌رضا) مربوط به دوره ساسانیان است و در الشتر، منطقه کاکارضا واقع شده و این اثر در تاریخ ۲۵ اردیبهشت ۱۳۸۰ با شمارهٔ ثبت ۳۸۴۶ به‌عنوان یکی از آثار ملی ایران به ثبت رسیده‌است.